# Jeff Norton
Jeffrey Thomas "Jeff" Norton, född 25 november 1965, är en amerikansk före detta professionell ishockeyback som tillbringade 15 säsonger i den nordamerikanska ishockeyligan National Hockey League (NHL), där han spelade för New York Islanders, San Jose Sharks, St. Louis Blues, Edmonton Oilers, Tampa Bay Lightning, Florida Panthers, Pittsburgh Penguins och Boston Bruins. Han producerade 384 poäng (52 mål och 332 assists) samt drog på sig 615 utvisningsminuter på 799 grundspelsmatcher. Norton spelade också för Frisk Asker i Eliteserien samt Michigan Wolverines i National Collegiate Athletic Association (NCAA).
Han draftades av New York Islanders i tredje rundan i 1984 års draft som 62:a spelaren totalt.
Norton står faktiskt som staty utanför inomhusarenan PPG Paints Arena i Pittsburgh, Pennsylvania i USA. Statyn går under namnet Le Magnifique och är tillägnad Mario Lemieux, som spelade i Pittsburgh Penguins under hela sin spelarkarriär och anses vara en av NHL:s bästa spelare genom tiderna. Le Magnifique visar en sekvens där Lemieux har pucken och har fintat bort Norton och Nortons lagkamrat Rich Pilon, som är bakom Lemieux. Sekvensen är tagen från en grundspelsmatch mellan Pittsburgh Penguins och New York Islanders den 20 december 1988.
Han är äldre bror till Brad Norton, som spelade själv i NHL mellan 2001 och 2007.

## Statistik
| 1983–1984   | Cushing Penguins       |             | 21  | 22 | 33  | 55  | —   | —  | — | —  | —  | —  |
| 1984–1985   | Michigan Wolverines    | NCAA        | 37  | 8  | 16  | 24  | 103 | —  | — | —  | —  | —  |
| 1985–1986   | Michigan Wolverines    | NCAA        | 37  | 15 | 30  | 45  | 99  | —  | — | —  | —  | —  |
| 1986–1987   | Michigan Wolverines    | NCAA        | 39  | 12 | 36  | 48  | 92  | —  | — | —  | —  | —  |
| 1987–1988   | New York Islanders     | NHL         | 15  | 1  | 6   | 7   | 14  | 3  | 0 | 2  | 2  | 13 |
|             | USA:s ishockeylandslag |             | 54  | 7  | 22  | 29  | 52  | —  | — | —  | —  | —  |
| 1988–1989   | New York Islanders     | NHL         | 69  | 1  | 30  | 31  | 74  | —  | — | —  | —  | —  |
| 1989–1990   | New York Islanders     | NHL         | 60  | 4  | 49  | 53  | 65  | 4  | 1 | 3  | 4  | 17 |
| 1990–1991   | New York Islanders     | NHL         | 44  | 3  | 25  | 28  | 16  | —  | — | —  | —  | —  |
| 1991–1992   | New York Islanders     | NHL         | 28  | 1  | 18  | 19  | 18  | —  | — | —  | —  | —  |
| 1992–1993   | New York Islanders     | NHL         | 66  | 12 | 38  | 50  | 45  | 10 | 1 | 1  | 2  | 4  |
| 1993–1994   | San Jose Sharks        | NHL         | 64  | 7  | 33  | 40  | 36  | 14 | 1 | 5  | 6  | 20 |
| 1994–1995   | San Jose Sharks        | NHL         | 20  | 1  | 9   | 10  | 39  | —  | — | —  | —  | —  |
|             | St. Louis Blues        | NHL         | 2   | 18 | 20  | 33  | 7   | 1  | 1 | 2  | 11 |    |
| 1995–1996   | St. Louis Blues        | NHL         | 36  | 4  | 7   | 11  | 26  | —  | — | —  | —  | —  |
|             | Edmonton Oilers        | NHL         | 30  | 4  | 16  | 20  | 16  | —  | — | —  | —  | —  |
| 1996–1997   | Edmonton Oilers        | NHL         | 62  | 2  | 11  | 13  | 42  | —  | — | —  | —  | —  |
|             | Tampa Bay Lightning    | NHL         | 13  | 0  | 5   | 5   | 16  | —  | — | —  | —  | —  |
| 1997–1998   | Tampa Bay Lightning    | NHL         | 37  | 4  | 6   | 10  | 26  | —  | — | —  | —  | —  |
|             | Florida Panthers       | NHL         | 19  | 0  | 7   | 7   | 18  | —  | — | —  | —  | —  |
| 1998–1999   | Florida Panthers       | NHL         | 3   | 0  | 0   | 0   | 2   | —  | — | —  | —  | —  |
|             | San Jose Sharks        | NHL         | 69  | 4  | 18  | 22  | 42  | 6  | 0 | 7  | 7  | 10 |
| 1999–2000   | San Jose Sharks        | NHL         | 62  | 0  | 20  | 20  | 49  | 12 | 0 | 1  | 1  | 7  |
| 2000–2001   | Pittsburgh Penguins    | NHL         | 32  | 2  | 10  | 12  | 20  | —  | — | —  | —  | —  |
|             | San Jose Sharks        | NHL         | 10  | 0  | 1   | 1   | 8   | 6  | 0 | 1  | 1  | 2  |
| 2001–2002   | Florida Panthers       | NHL         | 29  | 0  | 4   | 4   | 8   | —  | — | —  | —  | —  |
|             | San Jose Sharks        | NHL         | 3   | 0  | 1   | 1   | 2   | 3  | 0 | 0  | 0  | 5  |
| 2002–2003   | Frisk Asker            | Eliteserien | 29  | 0  | 4   | 4   | 8   | —  | — | —  | —  | —  |
| NHL totalt  | NHL totalt             | NHL totalt  | 799 | 52 | 332 | 384 | 615 | 65 | 4 | 21 | 25 | 89 |
| NCAA totalt | NCAA totalt            | NCAA totalt | 113 | 35 | 82  | 117 | 294 | —  | — | —  | —  | —  |

### Internationellt
| Källa:        | Källa:        | Källa:        |         | Utv = Utvisningsminuter | Utv = Utvisningsminuter | Utv = Utvisningsminuter | Utv = Utvisningsminuter | Utv = Utvisningsminuter |
| År            | Lag           | Mästerskap    | Matcher | Mål                     | Assists                 | Poäng                   | Utv                     |                         |
| ------------- | ------------- | ------------- | ------- | ----------------------- | ----------------------- | ----------------------- | ----------------------- | ----------------------- |
| 1988          | USA           | OS            | 6       | 0                       | 4                       | 4                       | 4                       |                         |
| 1989          | USA           | VM            | 6       | 1                       | 0                       | 1                       | 4                       |                         |
| 1990          | USA           | VM            | 10      | 4                       | 1                       | 5                       | 14                      |                         |
| Senior totalt | Senior totalt | Senior totalt | 22      | 5                       | 5                       | 10                      | 22                      |                         |